# Megaselia ledzona
Megaselia ledzona (лат.) — вид мелких мух-горбаток рода Megaselia из подсемейства Metopininae (двукрылые горбатки). Эндемик Ирана.

## Распространение
Центральная Азия, Иран (провинция Западный Азербайджан, Khoy city, Evogli region, 38°42.436’N, 45°12.246’ E, высота 968 м).

## Описание
Мелкие мухи длиной около 1 мм (крылья длиной 1,48 мм). Лоб без микротрихий. Щека с 2 щетинками. Ноги жёлтые. Грудь коричневая с 3 нотоплевральными щетинками, без расщелины перед ними. Мезоплевры без волосков. Брюшко сверху коричневое (снизу серовато-коричневое), с многочисленными волосками. Жужжальца желтоватые. Вид был впервые описан в 2019 году иранскими энтомологами Р. Н. Хамени с коллегами (Khameneh R. N., S. Khaghaninia, N. Maleki-Ravasan; University of Tabriz, Тебриз, Иран) и британским диптерологом Генри Диснеем (R. Henry L. Disney; Department of Zoology, Кембриджский университет, Кембридж, Великобритания). Видовое название дано по сочетанию имён двух сходных видов: M. ledburyensis и M. apozona.